# Nathan Morgan
Nathan Morgan (né le 30 juin 1978) est un athlète britannique, spécialiste du saut en longueur. 

## Biographie
En 2002, Nathan Morgan remporte le saut en longueur aux Jeux du Commonwealth avec un bond à 8,02 m. Il s'impose devant le Botswanais Gable Garenamotse et Kareem Streete-Thompson représentant les îles Caïmans.

### Palmarès
| Date | Compétition                   | Lieu       | Résultat | Performance |
| ---- | ----------------------------- | ---------- | -------- | ----------- |
| 1996 | Championnats du monde juniors | Sydney     | 3e       | 7,74 m      |
| 1997 | Championnats d'Europe juniors | Ljubljana  | 1er      | 7,90 m      |
| 1999 | Championnats d'Europe espoirs | Göteborg   | 3e       | 7,99 m      |
| 2002 | Jeux du Commonwealth          | Manchester | 1er      | 8,02 m      |
| 2006 | Championnats d'Europe         | Göteborg   | 11e      | 7,65 m      |

### Records
| Épreuve          | Épreuve      | Performance | Lieu     | Date            |
| ---------------- | ------------ | ----------- | -------- | --------------- |
| Saut en longueur | En plein air | 8,26 m      | Hambourg | 20 juillet 2003 |
| Saut en longueur | En salle     | 8,05 m      | Glasgow  | 28 janvier 2006 |